# Крњинце
Крњинце је насеље у општини Клина, на подручју АП Косова и Метохије.
Село се налази на магистралном путу Клина — Србица, удаљено седам километара од Клине. Село је раштрканог брдско-планинског типа, а просечна надморска висина је 465 метара. Распоростире се од села Клинавца, Пограђа, Чупева па све до Горње Јошанице, Броћне и Воћњака (општина Србица), као и према Грабцу , Бичи и Штупељу. У селу 1948. године живело је 49 српских породица: Лалићи, Ђушићи, Павићевићи, Јанковићи, Шиндићи, Копривице, Ђурићи и др.
У делу села на имању породице Лалић налазе се остаци цркве за коју се сматра да потиче из 12 века.
Последња српска породица из села Крњинца, исељена је под албанском тортуром и паљењем породичне куће породице Шиндић од стране тадашње ОВК и то јула 1988. године, пре званичног почетка ратних сукоба на простору АП КиМ. Том приликом рањена је Љубинка Шиндић рођена 1925. године, која се тада затекла у кући (подаци о нападу и паљењу куће се могу видети на www.kosovoliberationarmy.com/KosovoChronol u KosovoChrnology, где стоји објава: Sindic Ljubinka, 1955, wounded in attack on 3 7 98 attack on her house in Krnjin, Klina.)
Данас је то етнички чисто село са албанским махалама: Хоти, Шпатићи, Дочићи, Бојај (некад Бојићи), Пајазити, Трдевци, Калудре, Камберовићи и др.
Априла 2013. године село Крњинце у општини Клина, под влашћу локалних албанаца зову и : Керница, Керрннице, Крњица, Крњице као и најновији назив Љуфтар (у слободном преводу са албанском Борац).